# Czarna (Łańcut)
Pour les articles homonymes, voir Czarna.
Czarna est une localité polonaise, siège de la gmina de Czarna, située dans le powiat de Łańcut en voïvodie des Basses-Carpates.